# Ladoffa lentiginosa
Ladoffa lentiginosa är en insektsart som beskrevs av Young 1977. Ladoffa lentiginosa ingår i släktet Ladoffa och familjen dvärgstritar. Inga underarter finns listade i Catalogue of Life.